# Охримович-Голубовська Емілія Степанівна

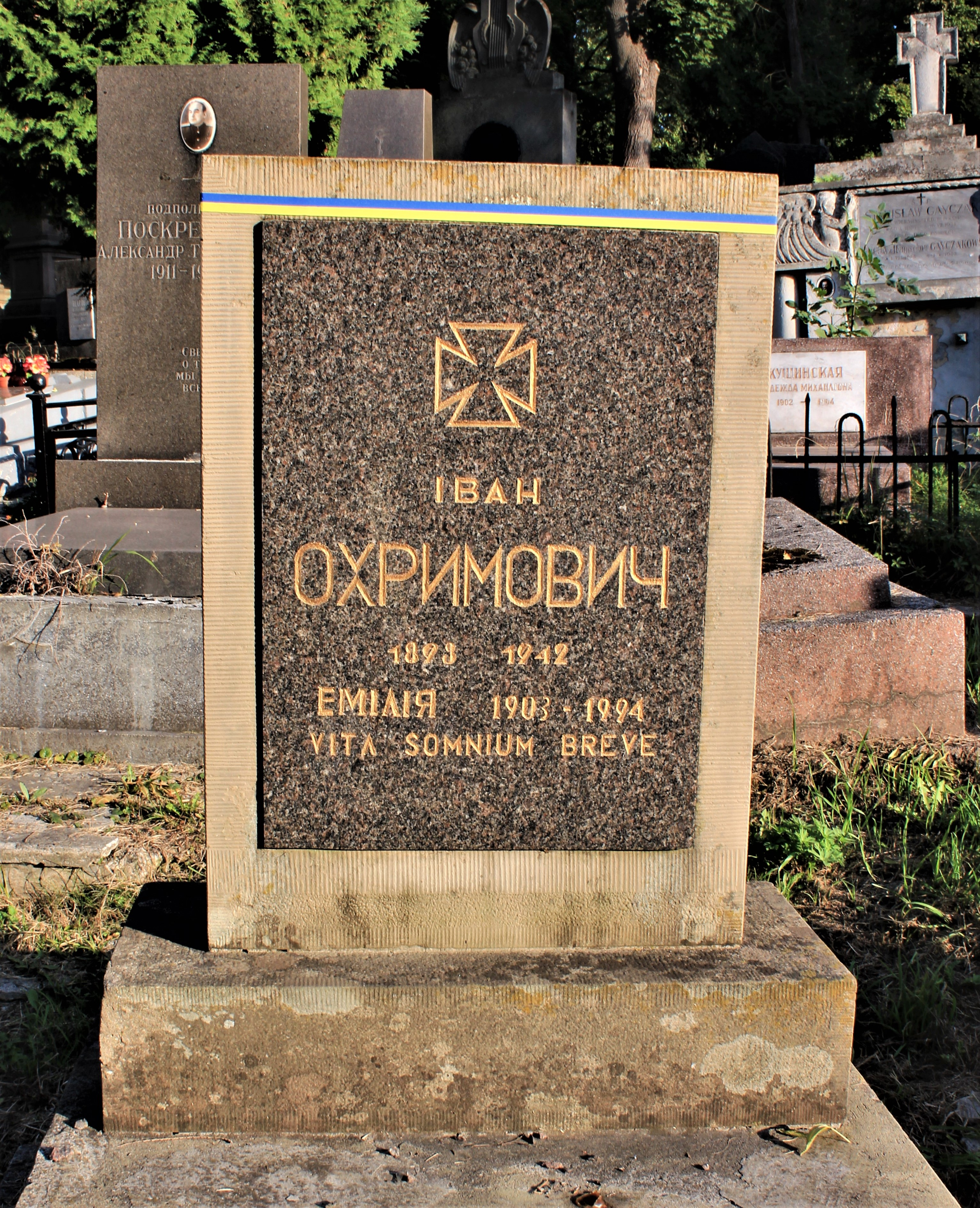
Нагробок на могилі Івана та Емілії Охримовичів.

Емілія Степанівна Охримович-Голубовська (30 травня 1903, Львів — 3 жовтня 1994, Карлові Вари, Чехія) — українська художниця декоративно-ужиткового мистецтва. Дочка Степана Рудницького, дружина Івана Охримовича.

## Життєпис
Навчалася в Мистецькій школі Олекси Новаківського. У квартирі художника проживала разом з чоловіком, а після того, як померла дружина О. Новаківського була вихователькою двох його синів.
Працювала художницею в Національному музеї у Львові (1927—1928). Упродовж 14 років анонімно співпрацювала з редакцією жіночого журналу «Нова хата» (від 1925), для якого створювала модні проєкти одягу та вишиваних речей (обрусів, серветок, подушок тощо) в українському національному стилі. У своїх роботах творчо втілювала мотиви української народної орнаментики.
Від 1940-х — у Німеччині; 1945-го — у м. Вейпртах (Чехословаччина). Зберігала частину архіву батька та архів Станіслава Дністрянського.
Померла 3 жовтня 1994 року в Карлових Варах (Чехія). 2001 року перепохована у Львові, на полі 1 Личаківського цвинтаря.